# Tarragoilus
Tarragoilus is een geslacht van rechtvleugeligen uit de familie Prophalangopsidae. De wetenschappelijke naam van dit geslacht is voor het eerst geldig gepubliceerd in 2001 door Gorochov.

## Soorten
Het geslacht Tarragoilus  is monotypisch en omvat slechts de volgende soort:
- Tarragoilus diuturnus (Gorochov, 2001)